# Rancabango (Patokbeusi)
Rancabango is een bestuurslaag in het regentschap Subang van de provincie West-Java, Indonesië. Rancabango telt 12.800 inwoners (volkstelling 2010).